# Antiope (figlia di Nitteo)

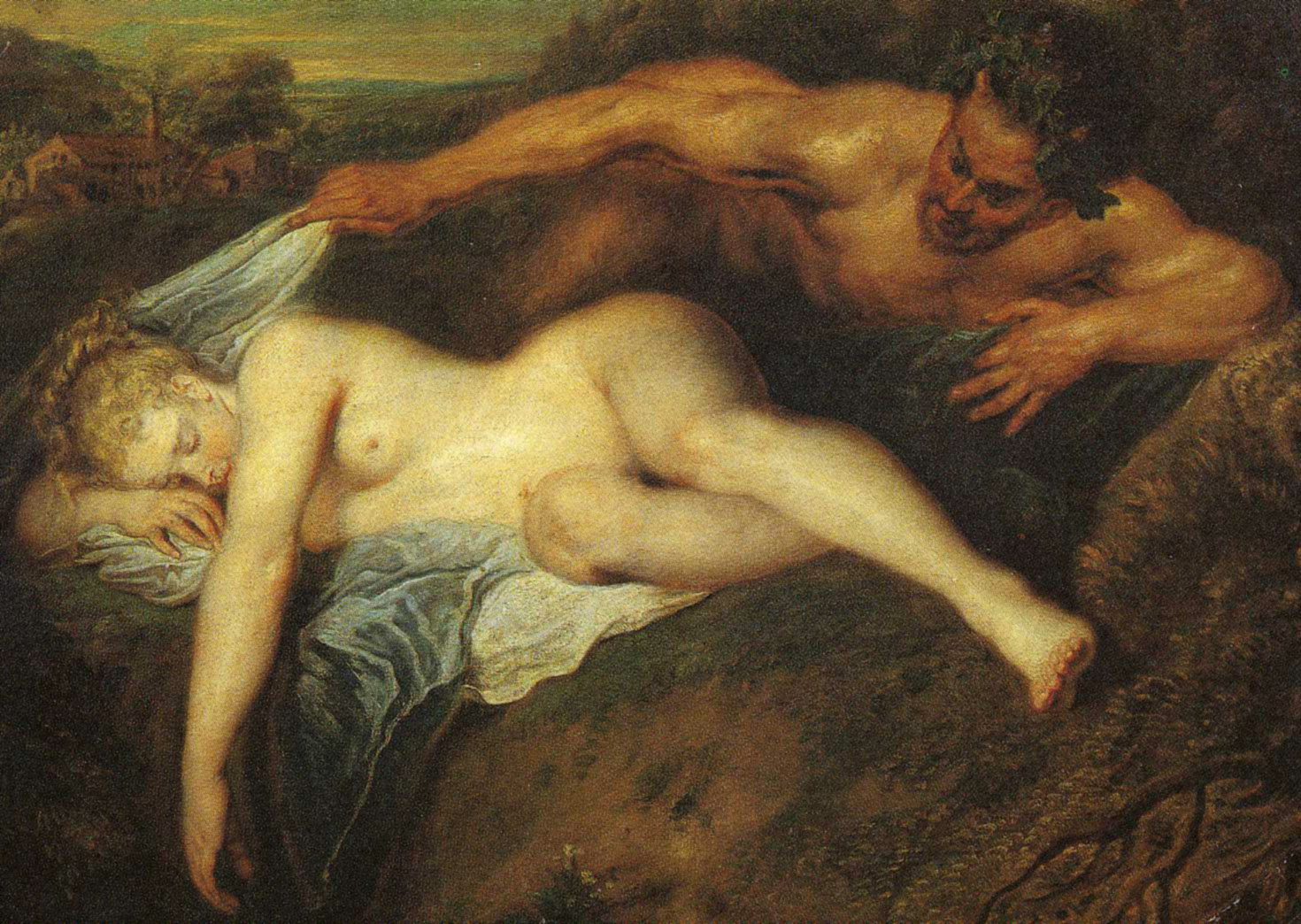
Zeus e Antiope, dipinto di Watteau

Antiope  (in greco antico Ἀντιόπη Antiòpē) è un personaggio della mitologia greca, figlia di una divinità fluviale del fiume Asopo in Beozia secondo Omero o del re di Tebe Nitteo e di Polisso secondo altri.

## Mitologia
Antiope fu sedotta da Zeus che le si presentò con le sembianze di satiro. Quando si accorse di essere incinta, per sfuggire alle ire del padre, si rifugiò presso Epopeo, il re di Sicione, e lì  partorì i due gemelli Anfione e Zeto, i quali furono esposti, ma presto raccolti e allevati da un pastore impietosito.
Nitteo morì di dolore, lasciando al fratello Lico l'incarico di andare a riprendere Antiope. Lico fece guerra a Epopeo, lo uccise, riportò Antiope prigioniera a Tebe e ne abbandonò i figli sul monte Citerone. Antiope venne incatenata e maltrattata dallo zio Lico e da Dirce sua moglie, ma riuscì un giorno a fuggire incontrando i figli che, a sua insaputa, erano sopravvissuti allevati da un pastore. Essi vendicarono la madre uccidendo Lico e Dirce. Dioniso per questo punì Antiope facendola impazzire. Fu poi risanata da Foco, figlio di Ornizione, che divenne suo sposo.
Un'altra versione del mito la vede riconosciuta, dopo la sua fuga, dalla zia Dirce, la quale si era recata sul Citerone per prendere parte ad una festa bacchica, ed ordinò a due pastori di ucciderla legandola sulle corna di un toro infuriato. Questi erano Anfione e Zeto che, quando riconobbero la madre, inflissero la morte designata per Antiope alla stessa Dirce. Una volta morta, il suo cadavere venne gettato in una fonte presso il Tebe e che da lei venne chiamata Dircea. I due gemelli sono anche noti come i "Dioscuri Tebani", per differenziarli da Castore e Polluce.
Antiope viene anche chiamata col patronimico Nitteide.
La sua storia era narrata nell'Antiope del tragediografo latino Marco Pacuvio, che a sua volta aveva tratto la sua opera da un originale greco, giunto a noi soltanto in maniera frammentaria, di Euripide.